# Talant
Talant är en kommun i departementet Côte-d'Or i regionen Bourgogne-Franche-Comté i östra Frankrike. Kommunen ligger i kantonen Fontaine-lès-Dijon som tillhör arrondissementet Dijon. År 2022 hade Talant 11 986 invånare.

## Befolkningsutveckling
Antalet invånare i kommunen Talant
Referens:INSEE